# Harz
Harz je pohoří ve středním Německu, jehož nejvyšší horou je Brocken (1141 m n. m.). Pohoří se rozkládá na hranicích několika spolkových zemí - Dolního Saska, Saska-Anhaltska a Durynska. Harz má na délku 95 km ve směru jihovýchod-severozápad, na šířku 35 km a jeho rozloha činí 2000 km². Ve městech a vesnicích tohoto pohoří žije asi 600 tisíc lidí.
Pohoří dalo název hercynským pohořím, hercynskému vrásnění, hercynskému systému atp.